# Markéta Meranská
Markéta Meranská (1220? – 25. října 1271) byla moravská markraběnka pocházející z jihoněmeckého hraběcího rodu Andechsů.

## Život
Markéta byla dcerou burgundského hraběte Oty a Beatrix, vnučky císaře Fridricha Barbarossy. 25. září 1232 byla provdána za moravského markraběte Přemysla. Manželství zůstalo bezdětné. Protože ani další z ženichových bratrů Vladislav (1207–1227) nezanechal potomky, jedinou nadějí na pokračování přemyslovského rodu byli synové nejstaršího z bratrů, krále Václava, a jeho manželky Kunhuty. Přemysl zemřel na podzim roku 1239.
2. června 1240 se ovdovělá Markéta podruhé provdala, a to za hraběte Fridricha z Truhendingenu. Druhému choti porodila šest dětí.